# Article 91 de la Constitution belge
L'article 91 de la Constitution belge fait partie du titre III Des pouvoirs. Il organise la prestation de serment du Roi ou, à défaut, du Régent.
Il date du 7 février 1831 et était à l'origine — sous l'ancienne numérotation — l'article 80. Il n'a jamais été révisé.

## Texte
« Le Roi est majeur à l'âge de dix-huit ans accomplis. 
 Le Roi ne prend possession du trône qu'après avoir solennellement prêté, dans le sein des Chambres réunies, le serment suivant : 
 "Je jure d'observer la Constitution et les lois du peuple belge, de maintenir l'indépendance nationale et l'intégrité du territoire." »

## Commentaire
L'alinéa premier de cet article n'a plus une grande utilité aujourd'hui mais en 1830, la majorité était atteinte à 21 ans et cet article était une exception à cette règle.